# Eubasilissa tibetana
Eubasilissa tibetana är en nattsländeart som beskrevs av Martynov 1930. Eubasilissa tibetana ingår i släktet Eubasilissa och familjen broknattsländor. Inga underarter finns listade i Catalogue of Life.